# Burg Klopp

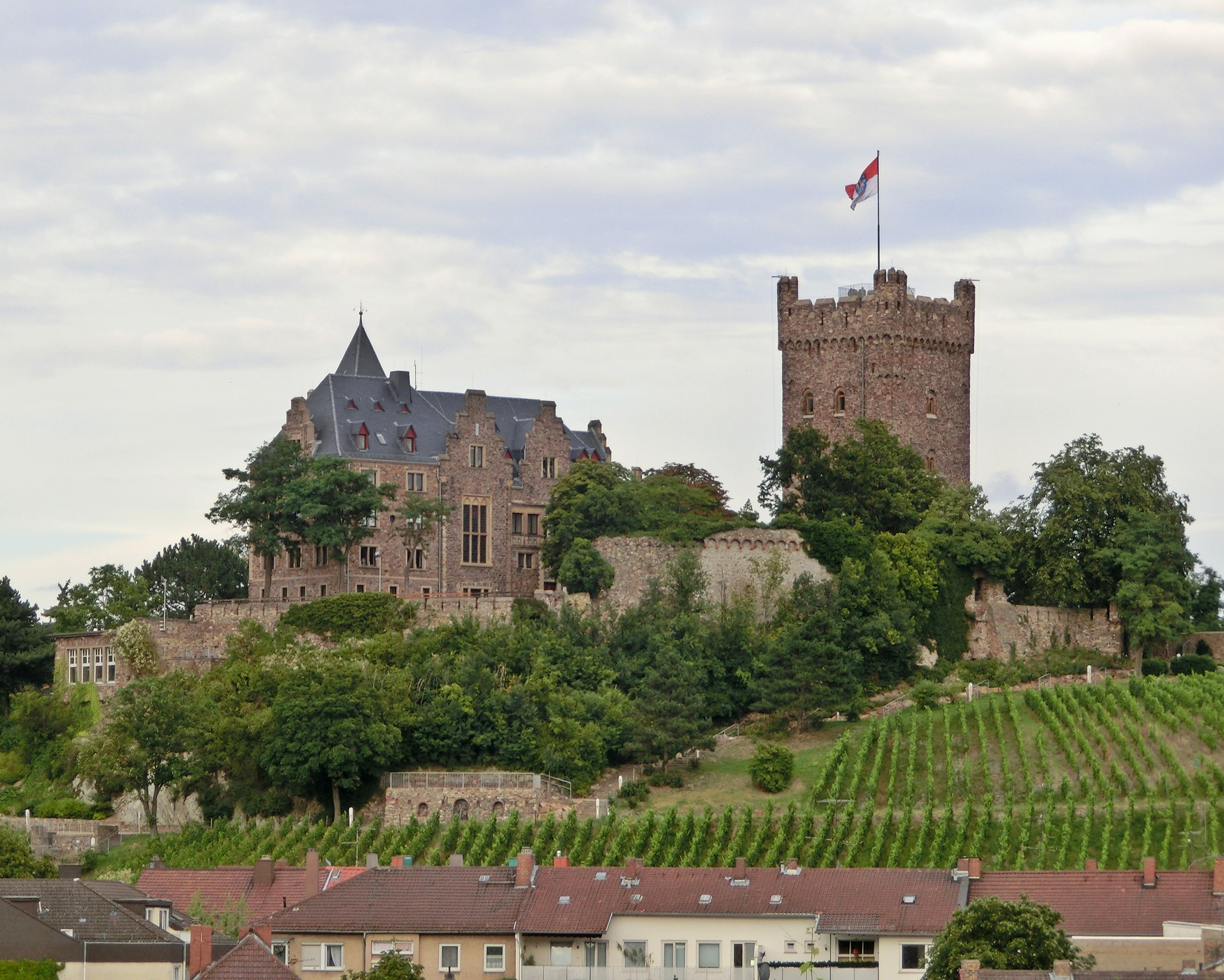
Burg Klopp (Blick von Nordwesten)

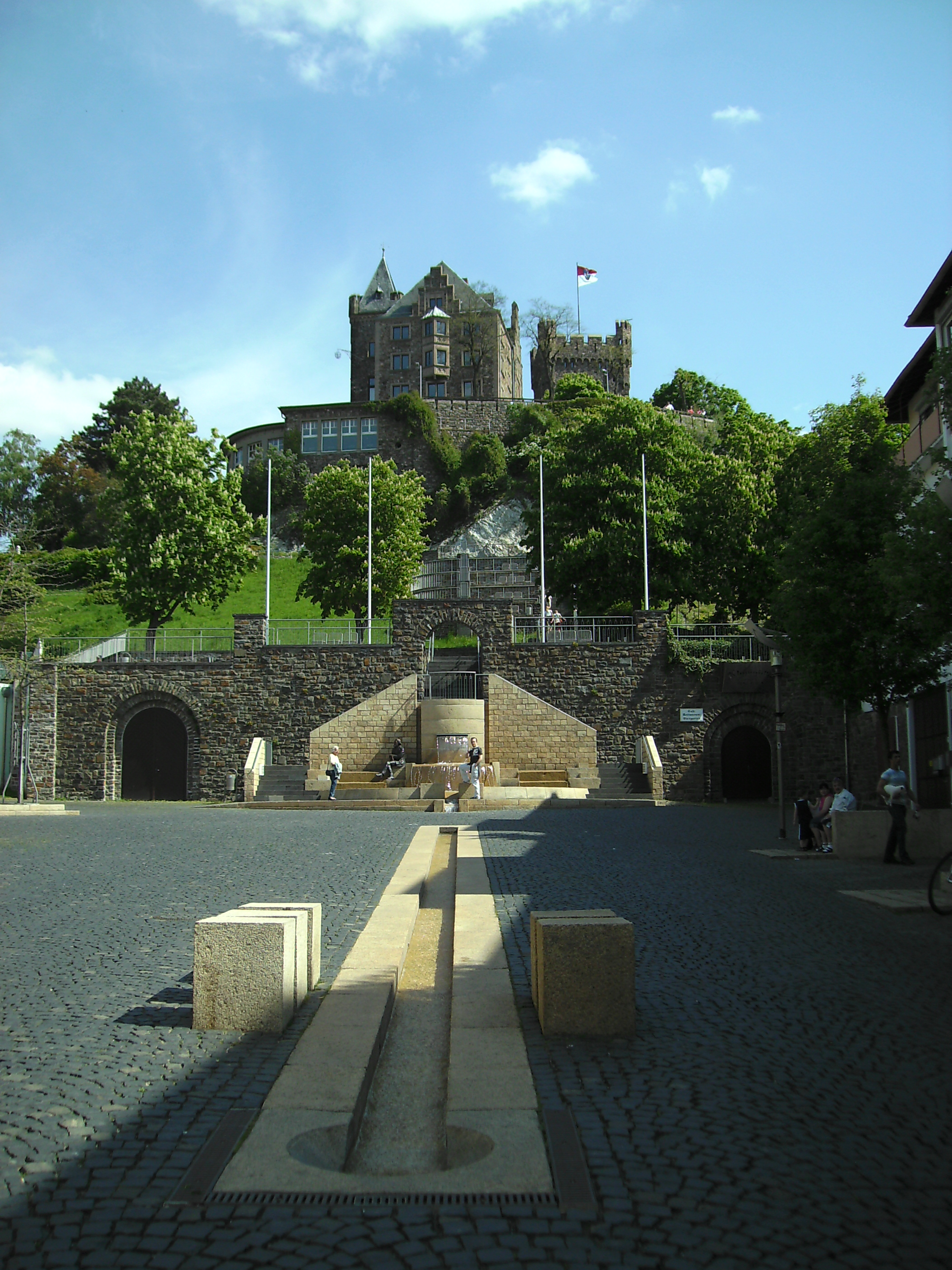
Burg Klopp mit moderner Brunnenanlage am Fuß

Die Burg Klopp ist eine Höhenburg auf einer Anhöhe in der Stadt Bingen am Rhein im Landkreis Mainz-Bingen in Rheinland-Pfalz.
Seit 2002 ist die Burg Klopp Teil des UNESCO-Welterbes Oberes Mittelrheintal.

## Geschichte
Die Burganlage ist wohl in der Zeit zwischen 1240 (Kloppberg als Wohnsitz eines Klerikers erwähnt) und 1277 (ab da taucht die Erwähnung als Burg Clopp auf) erbaut worden. Äußerst unwahrscheinlich ist ein römischer Ursprung, da das römische Kastell Bingium nach neueren Untersuchungen nicht den Kloppberg umfasste. Zweck des Baus war die Verstärkung der Kurmainzer Zollbarriere, die Burg Klopp mit Burg Ehrenfels am anderen Ufer und dem im 14. Jahrhundert hinzugekommenen Binger Mäuseturm bildete.
Nachdem der Mainzer Erzbischof Dietrich Schenk von Erbach Stadt und Burg 1438 an das Mainzer Domkapitel verkauft hatte, diente sie auch als Zwingburg, welche die nach Unabhängigkeit strebenden Städter kontrollierte. Nach der Zerstörung im Dreißigjährigen Krieg erfolgte 1653 ein Wiederaufbau, doch schon 1689 wurde die Burg im Pfälzischen Erbfolgekrieg durch französische Truppen wieder zerstört. 1711/12 sprengte die Mainzer Besatzung die Reste während des Spanischen Erbfolgekriegs, um die Nutzung durch den Gegner zu verhindern. Die Ruine kaufte der Notar und Regierungskommissar des Kantons Bingen, Hermann Gottfried Joseph Faber um 1800. Klopphügel und Ruine wechselten um 1840 den Besitzer. Dies wurde Gustav Johann von Mengden, der sie wiederaufbauen wollte, seine Pläne aber änderte und sie 1853 an den Kölner Reeder und Kaufmann Ludwig Maria Cron verkaufte.

## Anlage
Ihre heutige Gestalt erhielt die Burg im Zuge der Rheinromantik im 19. Jahrhundert. Nach einem Teilwiederaufbau (Brücke, Torhaus, Wehrgang und Bergfried) durch Ludwig Maria Cron im Jahr 1853 ließ der Architekt und vormalige Binger Bürgermeister Eberhard Soherr von 1875 bis 1879 das neugotische Hauptgebäude als bürgerliche Sommerresidenz errichten. Seit 1897 ist in der Burg ein Teil der Binger Stadtverwaltung untergebracht, darunter das Büro des Oberbürgermeisters. Vom heutigen Aussehen kann man nicht auf die ursprüngliche Gestalt schließen. Aus dem Mittelalter erhalten blieben lediglich die unteren Mauern des Bergfriedes, der Halsgraben und Teile der südlichen Ringmauer mit Resten des Wehrgangs. Der 37,5 m hohe Bergfried ist in den Sommermonaten tagsüber geöffnet und kann als Aussichtsturm bestiegen werden.

## Veranstaltungen
- Rhein in Flammen am 1. Samstag im Juli: Großfeuerwerke und Schiffsrundfahrt am Mittelrhein von Trechtingshausen mit Burg Reichenstein, entlang Burg Rheinstein, Assmannshausen, Mäuseturm, Burg Ehrenfels, Burg Klopp nach Rüdesheim am Rhein mit der Brömserburg.